# Johannes Wiegand
Johannes Wiegand (* 27. Juli 1874 in Bremen; † 7. Februar 1940 in Bremen) war ein deutscher Pädagoge und Theaterdirektor.

## Biografie

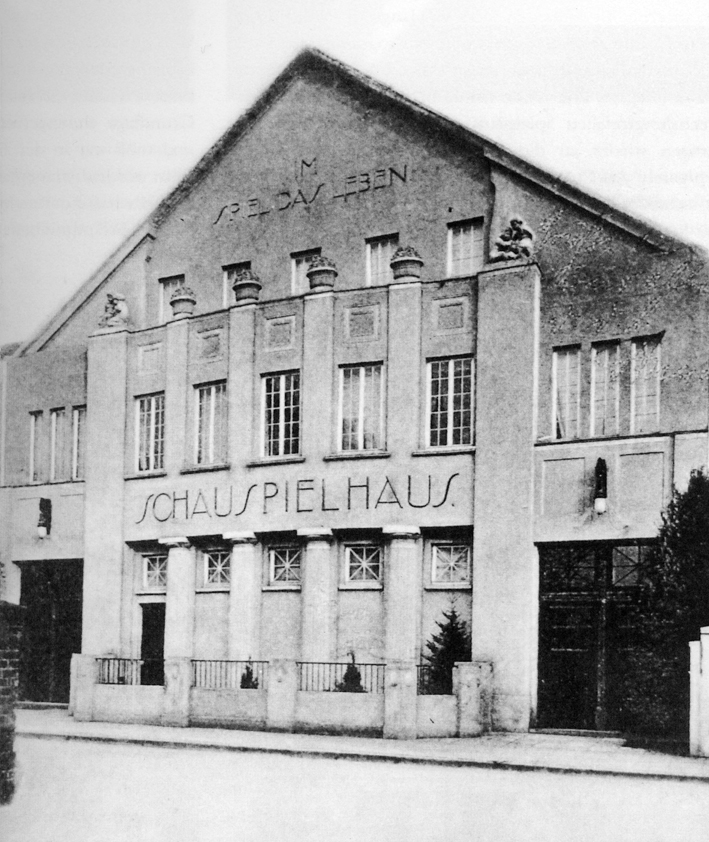
Schauspielhaus in der Neustadt

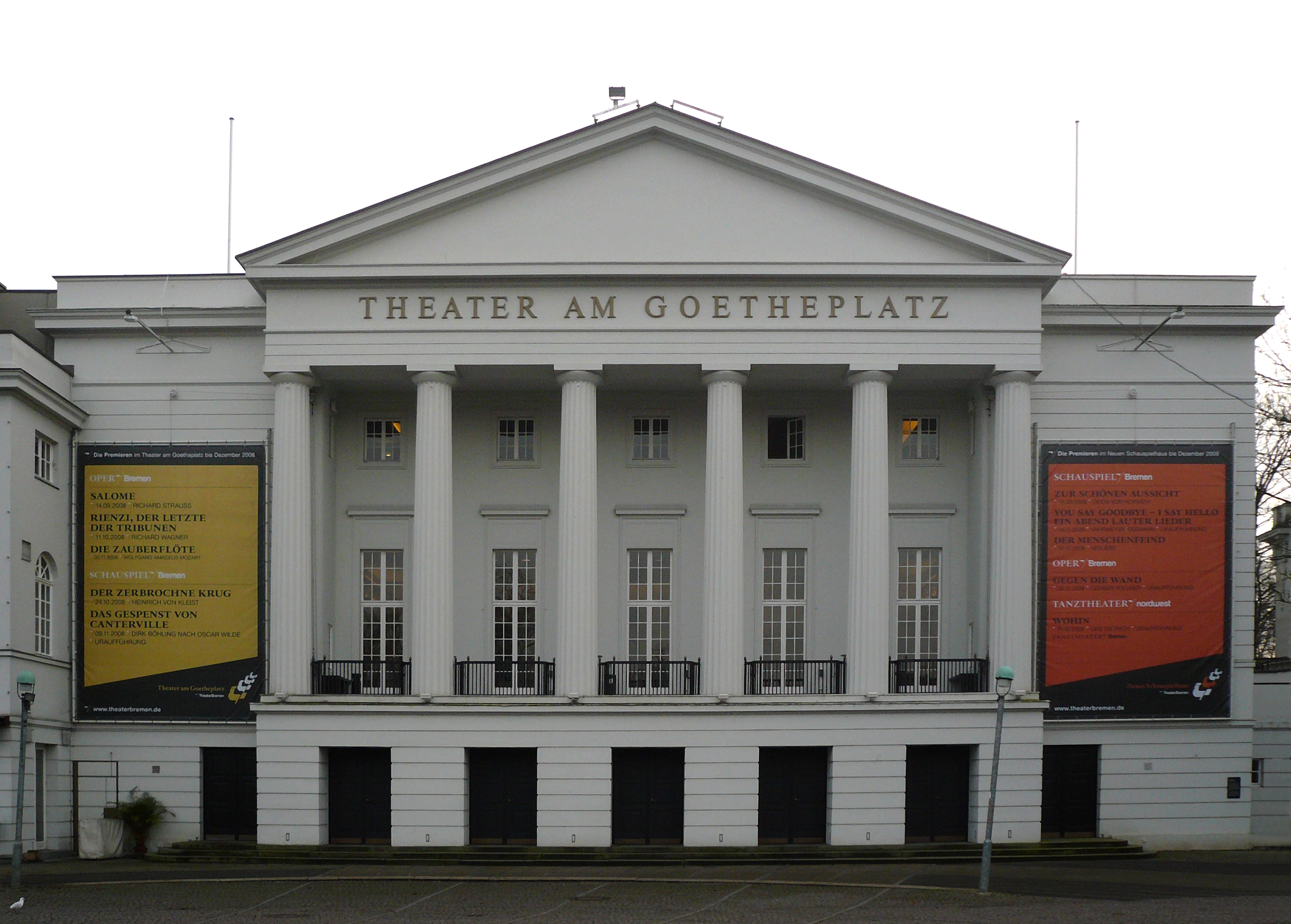
Theater am Goetheplatz

Wiegand war der Sohn eines Kunst- und Handelsgärtners. Er absolvierte zuerst die Rembertischule und dann das Bremer Lehrerseminar. 1897 bestand er die Lehrerprüfung. Von 1900 bis 1910 unterrichtete er an der Schule an der Lessingstraße. Er beschäftigte sich daneben mit der Literatur, schrieb seit 1898 Theaterkritiken für die Bremer Nachrichten und übernahm dann die Leitung der Literaturkritik der Zeitung. Von 1903 bis 1910 war er auch Generalsekretär des Goethebundes in Bremen. 
1910 gründeten Wiegand und der Theaterwissenschaftler Eduard Ichon das Bremer Schauspielhaus, das sich zunächst in der nach Plänen von Joseph Ostwald ab 1908 umgebauten Tonhalle (ein 1853 errichtetes Konzerthaus, später das Moderne) am Neustadtswall in der Bremer Neustadt befand. Erster Direktor war Wiegand, Ichon war als Regisseur tätig. Das Haus pflegte insbesondere das moderne Drama, spielte aber auch klassische Tragödien. Von 1912 bis 1913 wurde unter ihrer Leitung am Ostertor (Am Wall) nach Plänen der Architekten August Abbehusen und Otto Blendermann ein neues Theatergebäude erstellt: der Kern des Theaters am Goetheplatz in Bremen. Der Betrieb im Haus in der Neustadt wurde 1917 eingestellt. Das Schauspielhaus kam ohne öffentliche Subventionen aus, musste aber auch einige Krisen überstehen. 
1925 erwarb die Theatergesellschaft das Gebäude der Villa Ichon, das sich direkt hinter dem Schauspielhaus befand. Von 1925 bis 1940 wohnte Wiegand in der Villa.
Nach Wiegands Tod übernahm Ichon von 1940 bis zu seinem Tod 1943 die Leitung des Gesamttheaters, das dann von der Stadt Bremen übernommen wurde und 1944 ausbrannte.

## Bühnenstücke
- Krieg, Schauspiel, 1906 (gemeinsam mit Wilhelm Scharrelmann)
- Die heilige Not, Schauspiel, 1914 (gemeinsam mit Wilhelm Scharrelmann)
- Die gefährlichen Jahre, Lustspiel in 3 Akten, 1917 (zusammen mit Georg Ruseler)